# 祖別命
祖別命（おおじわけのみこと/おおぢわけのみこと、生没年不詳）は、記紀等に伝わる古代日本の皇族。
第11代垂仁天皇の皇子である。『日本書紀』『古事記』とも事績に関する記載はない。

## 名称
表記は次のように文書によって異なる。本項では表記を「祖別命」に統一して解説する。
- 落別王（おちわけ） - 『古事記』[原 1]
- 祖別命（おおじわけ/おおぢわけ） - 『日本書紀』[原 2]、『先代旧事本紀』「天皇本紀」[原 3]
- 於知別命（おちわけ） - 『新撰姓氏録』[原 4]
- 意知別命（おちわけ） - 『先代旧事本紀』「国造本紀」[原 5]

## 系譜
（名称は『日本書紀』を第一とし、括弧内に『古事記』ほかを記載）
第11代垂仁天皇と、山背大国不遅（山代大国之淵）娘の苅幡戸辺（かりはたとべ、苅羽田刀弁）との間に生まれた皇子である。同母弟には五十日足彦命（いかたらしひこ、五十日帯日子王）、胆武別命（いたけるわけ、伊登志別王<いとしわけ>）がいる。
『先代旧事本紀』「天皇本紀」では命を産んだ垂仁天皇の妃を丹波道主王娘の真砥野媛（まとのひめ）とし、同母兄に磐撞別命（磐衝別命：記紀では異母兄弟）があると異伝を記す。また「国造本紀」では、三世孫として武伊賀都別命（たけいがつわけのみこと）の名を伝える。
妻・子について史書に記載はない。

## 墓

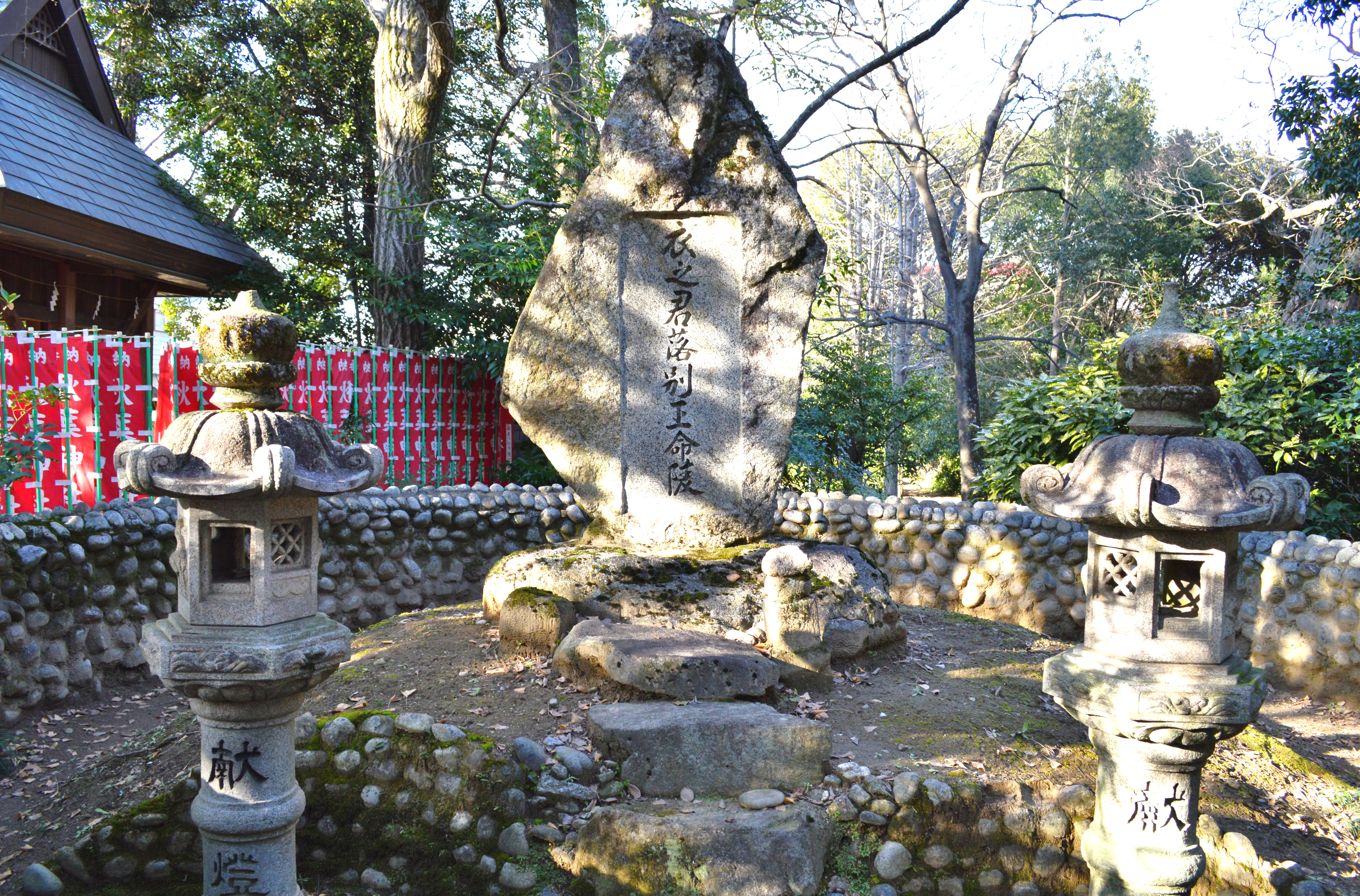
衣之君落別王命陵碑
（愛知県豊田市）

祖別命の墓に関して史書に記載はなく、宮内庁から公式に治定された墓はない。
伝承として、愛知県豊田市久保町の児ノ口社（北緯35度5分22.14秒 東経137度9分39.16秒 / 北緯35.0894833度 東経137.1608778度）境内には命の墓という前方後円墳があったといわれ、「衣之君落別王命陵」の石碑が建てられている。

## 後裔

### 氏族

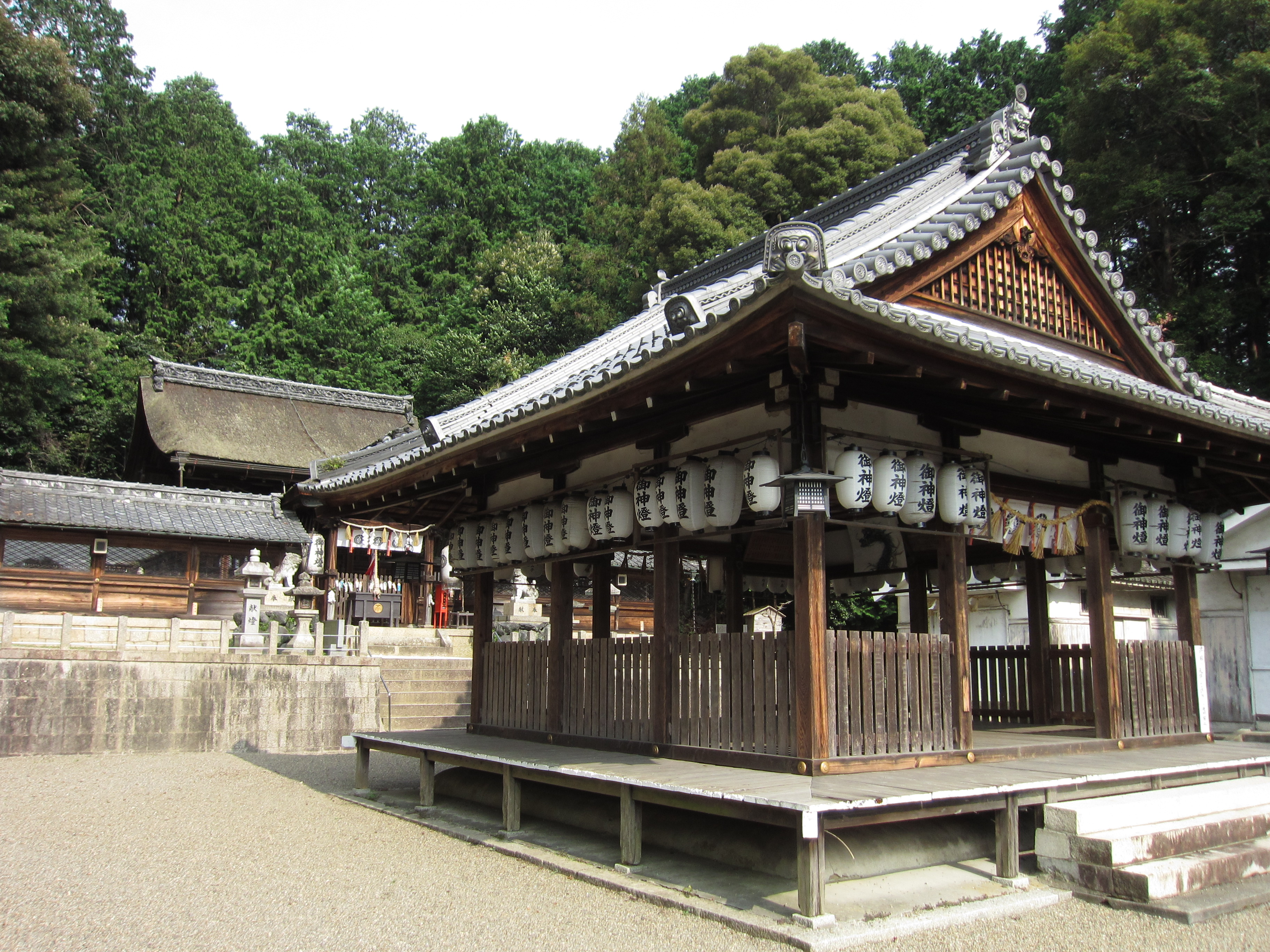
小槻神社（滋賀県草津市）
小槻山君氏神として、命を祀る。

祖別命の子孫について、『古事記』では「小月之山君・三川之衣君」、『新撰姓氏録』では「小槻臣」が記される。
- 小月山君（小槻山君）（おつきのやまのきみ）
近江国栗太郡（現・滋賀県草津市・栗東市一帯）を拠点としたとされる豪族。当地には、氏神として小槻神社や小槻大社が残っている。『新撰姓氏録』（815年）にある「小槻臣」もこの一族とされている[2]。史書によれば、873年に拠点を京に移して「阿保朝臣（阿保氏）」のち「小槻宿禰（小槻氏）」と改姓し、官務家として活動した。

- 三川衣君（みかわのころものきみ）
三河国賀茂郡挙母郷（現・愛知県豊田市）を拠点としたとされる豪族[2]。当地には児ノ口社が残り、伝承を伝える。関連して、『古事記』では同じく垂仁天皇皇子の大中津日子命の子孫として「許呂母之別（ころものわけ）」の記載が見える。

### 国造
- 伊賀国造（いがのくにのみやつこ）
伊賀国伊賀郡（現・三重県伊賀市一帯）を治めたと見られる国造[3]。「国造本紀」では、第13代成務天皇の代に意知別命三世孫の武伊賀都別命が初代国造に任じられたとする[原 5]。ただし国造一族の氏姓は、伊賀臣（第8代孝元天皇皇子の大彦命後裔）、阿保君（第11代垂仁天皇皇子の息速別命後裔）などと推定されている。[3]。